# Marsupella miniata
Marsupella miniata là một loài rêu tản trong họ Gymnomitriaceae. Loài này được (Lindenb. & Gottsche) Grolle miêu tả khoa học lần đầu tiên năm 1966.